# The Room Where It Happened
The Room Where It Happened: A White House Memoir (en español: «La habitación donde ocurrió: una memoria de la Casa Blanca») es una memoria de John Bolton, quien se desempeñó como asesor de seguridad nacional para el presidente de los Estados Unidos, Donald Trump, desde abril de 2018 hasta septiembre de 2019. Según los informes, a Bolton se le pagó un anticipo de USD 2 millones.
A fines de diciembre de 2019, se entregó una copia del manuscrito a la Casa Blanca para su revisión estándar previa a la publicación. A fines de enero de 2020, durante el juicio político en el Senado, se supo la noticia del libro. El equipo de Bolton se sorprendió de que aparentemente se hubieran hecho y distribuido múltiples copias del manuscrito. La información filtrada sobre el contenido del libro aumentó la presión para que Bolton testificara en el juicio de Trump en el Senado.
Según el borrador original del manuscrito de Bolton, William Barr y Bolton mantuvieron una conversación sobre las preocupaciones que Trump parecía tener una influencia indebida en dos investigaciones del Departamento de Justicia de EE. UU. sobre empresas en China y Turquía, específicamente con respecto al líder supremo de China Xi Jinping con respecto a ZTE y al presidente turco Recep Tayyip Erdoğan con respecto a Halkbank (banco turco de propiedad estatal). Bolton afirmó que Trump, en un intento por ganar la reelección en los estados agrícolas en las elecciones de 2020 "[suplicó] a Xi para asegurarse de que ganaría. [Trump] enfatizó la importancia de los agricultores y aumentó las compras chinas de soya y trigo en el resultado electoral" (Bolton también escribió que quería citar directamente a Trump, pero no pudo hacerlo debido al "proceso de revisión previa a la publicación del gobierno"). También declaró que Trump preguntó si Finlandia era parte de Rusia, y fue sin saber que el Reino Unido es una potencia nuclear. Bolton alegó que Trump intervino en la policía estadounidense y practicó "la obstrucción de la justicia como una forma de vida".
El 16 de junio de 2020, la administración Trump intentó bloquear la publicación del libro por Simon & Schuster, alegando que Bolton había incumplido los acuerdos de confidencialidad que firmó como condición para su empleo y que el libro ponía en peligro la seguridad nacional. El juez federal estadounidense Royce Lamberth negó esta solicitud el 20 de junio. El 21 de junio, aparecieron en línea copias piratas del libro. El libro fue lanzado el 23 de junio.

## Contenido
En el libro, Bolton escribe que:

### Estados Unidos
Trump ha tenido un patrón de intervención contra las fuerzas del orden público de Estados Unidos, y que el abogado de la Casa Blanca Pat Cipollone "estaba claramente sorprendido por el enfoque de Trump con respecto a la aplicación de la ley, o la falta de ella".

### China
Trump le pidió al líder chino Xi Jinping que lo ayudara a ganar la reelección, ofreciendo reducir los aranceles estadounidenses a cambio de "algunos aumentos en las compras de productos agrícolas chinos, para ayudar con el voto crucial del estado agrícola".
Trump expresó su aprobación para la construcción del gobierno chino de campos de concentración para la población musulmana uigur.
Trump se negó a criticar públicamente las violaciones de los derechos humanos en China y se negó a emitir una declaración que marcara la masacre de la Plaza Tiananmen de 1989, diciendo "eso fue hace 15 años" (en realidad fue hace 30 años).
Trump no quería involucrarse en las protestas de Hong Kong de 2019-2020, a pesar de que los demócratas y republicanos del Congreso se involucraron.

### Corea
Durante la cumbre de Trump de 2018 en Singapur con Kim Jong-un, el secretario de Estado Mike Pompeo le pasó a Bolton una nota caracterizando a Trump como "tan lleno de mierda" y también caracterizó la diplomacia de Trump con Corea del Norte como "cero probabilidad de éxito". Así mismo, la Cumbre de Singapur entre Corea del Norte y Estados Unidos de 2018 fue "la creación de Corea del Sur, relacionada más con su agenda de 'unificación' que con una estrategia seria por parte de Kim o la nuestra".

### Europa
Trump no sabía si Finlandia es o no parte de Rusia. Así mismo, Trump no sabía que el Reino Unido es una potencia nuclear.
Bolton confirmó la acusación central de la acusación de Trump de que retuvo ayuda a Ucrania a cambio de una investigación sobre Joe Biden y su hijo Hunter.

### Medio Oriente
Trump le dijo al presidente turco, Recep Tayyip Erdoğan, que él (Trump) "se encargaría" de la investigación de Geoffrey Berman contra el banco estatal turco Halkbank acusado de fraude bancario y lavado de hasta USD 20 mil millones en nombre de entidades iraníes.
Trump defendió al príncipe heredero de Arabia Saudita, Mohammed bin Salman, después del asesinato de Jamal Khashoggi para distraerse del escándalo de correo electrónico de Ivanka Trump.
Trump le dio luz verde al primer ministro israelí, Benjamin Netanyahu, para atacar a Irán. En 2019, Netanyahu, Bolton y el Secretario de Estado Mike Pompeo sabotearon con éxito los intentos de Trump de abrir canales diplomáticos con Irán.

### Venezuela
Bolton deja evidente la política confusa y vacilante de Washington hacia el gobierno del presidente venezolano Nicolás Maduro, criticando a Trump por actuar de manera tan errática en las políticas sobre Venezuela. Al final, según sugiere Bolton, la estrategia de Trump solo se basaba en su agenda personal y reelección.
Bolton trató de persuadir a Trump de respaldar a Juan Guaidó en cuanto se declarara presidente, pero el mandatario tenía dudas sobre Guaidó, a quien consideró como un "niño" frente al "rudo" Nicolás Maduro. Así mismo, Trump tenía dudas de que Maduro cayera, diciendo que era ‘demasiado listo y demasiado duro’. Según Bolton, Trump también sugirió que Venezuela formaba parte de Estados Unidos.

## Publicación y lanzamiento
El 3 de marzo de 2020, Simon & Schuster adelantó la fecha de lanzamiento del 17 de marzo al 12 de mayo, diciendo que la "nueva fecha refleja el hecho de que la revisión del trabajo [de seguridad previa a la publicación] del gobierno está en curso". El 29 de abril, la fecha de lanzamiento se aplazó del 12 de mayo al 23 de junio y la extensión del libro aumentó de 528 a 576 páginas. El 17 de junio de 2020, The Washington Post y The New York Times publicaron extractos del libro después de haber obtenido copias previas a la publicación, y The Wall Street Journal publicó un "extracto exclusivo" del libro con un byline de John Bolton. El 21 de junio, una copia pirata del libro apareció en línea. El 23 de junio, el libro fue lanzado según lo programado. En su primera semana, el libro vendió 780.000 copias.

### Intento fallido de la administración Trump de bloquear la publicación
Mientras Trump enfrentaba un juicio político que planteaba la posibilidad de que Bolton pudiera dar testimonio, la Casa Blanca emitió el 23 de enero una amenaza formal para evitar que Bolton publicara su libro, citando preocupaciones de seguridad nacional. Bolton había presentado su manuscrito al Consejo de Seguridad Nacional (NSC, por sus siglas en inglés) para su revisión de seguridad en diciembre de 2019, y después de meses de discusiones, Ellen Knight, directora sénior del NSC para la revisión previa a la publicación, le dijo el 27 de abril que no quedaban otros problemas de clasificación. Sin embargo, la Casa Blanca no proporcionó a Bolton un aviso por escrito de que podía proceder con la publicación, y en mayo se asignó a otro funcionario del NSC, Michael Ellis, para que revisara más el manuscrito. Knight es un miembro de carrera del personal de NSC, mientras que Ellis actuaba bajo la dirección de los nombrados políticos de Trump bajo el asesor de seguridad nacional Robert O'Brien. El gobierno de Trump afirmó que Bolton no le informó sobre su decisión de proceder con la publicación, mientras que Bolton afirma que no fue informado de la segunda revisión por parte de Ellis.
El 16 de junio de 2020, después de que el libro había sido enviado a los almacenes de distribución en espera de su liberación oficial la semana siguiente, la administración Trump presentó una demanda civil contra Bolton en el Tribunal de Distrito de los Estados Unidos para el Distrito de Columbia, alegando incumplimiento de contrato por no cumplir con el envío de su manuscrito para una revisión de seguridad previa a la publicación, buscando confiscar su anticipo de USD 2 millones, afirmando que el manuscrito estaba "plagado de información clasificada". Al día siguiente, el Departamento de Justicia presentó una solicitud de emergencia para una orden de restricción temporal y una orden judicial preliminar contra Bolton, "buscando prohibir la publicación de un libro que contenga información clasificada". Para ese día, los medios de comunicación habían adquirido copias del libro y habían comenzado a publicar artículos sobre su contenido.
Varios grupos, incluyendo la Unión Estadounidense de Libertades Civiles, el Instituto Knight de la Primera Enmienda de la Universidad de Columbia, el Comité de Reporteros para la Libertad de Prensa, la Asociación de Editores Estadounidenses, Dow Jones & Company, The New York Times Company y The Washington Post presentaron escritos amicus oponiéndose a la moción de una orden de restricción temporal. Simon & Schuster emitió una declaración llamando a la demanda "nada más que la última de una serie de esfuerzos de la Administración para anular la publicación de un libro que considera poco halagador para el Presidente" y un intento de infringir el derecho de Bolton de "Primera Enmienda para contar la historia de su tiempo en la Casa Blanca al público estadounidense".
El abogado de Bolton, Chuck Cooper, afirmó que la Casa Blanca estaba demorando el proceso de revisión para evitar que el libro, que contenía críticas severas y duras contra Trump, fuera publicado durante la campaña electoral de 2020. Trump afirmó que el libro contenía información "altamente clasificada" pero también lo caracterizó como "pura ficción".
Durante una audiencia el 19 de junio, el juez Lamberth castigó a Bolton por proceder a publicar su libro sin autorización formal, pero expresó dudas de que pudiera bloquear la publicación. Un abogado del Departamento de Justicia reconoció que Ellis no había recibido capacitación en la revisión de información clasificada hasta ese mes, y que hasta la mitad de los elementos que Ellis había marcado como clasificados podrían no haber sido así cuando Bolton escribió su manuscrito, y la revisión de Ellis fue la primera vez que fueron marcados. Tanto Lamberth como Cooper notaron que si bien el Departamento de Justicia proporcionó una declaración jurada de Ellis en su informe, no incluía ninguna declaración de Knight. Después de la audiencia, que se realizó a través de videoconferencia debido a la pandemia de COVID-19, Lamberth revisó la evidencia del Departamento de Justicia en una sesión a puerta cerrada.
El 20 de junio, el juez Lamberth dictaminó que "Bolton probablemente publicó materiales clasificados" y "ha expuesto a su país a daños y a él mismo a responsabilidad civil (y potencialmente criminal)", pero negó la moción del gobierno para una orden de restricción temporal, ya que "el gobierno no ha logrado establecer que una orden judicial evitará daños irreparables". Lamberth explicó: "Si bien la conducta unilateral de Bolton plantea serias preocupaciones de seguridad nacional, el gobierno no ha establecido que una medida cautelar sea un remedio apropiado. Por razones que apenas necesitan ser declaradas, la Corte no ordenará embargo nacional y destrucción de una memoria política". Cooper acogió con beneplácito la "decisión del Tribunal de negar el intento del Gobierno de suprimir el libro del Embajador Bolton", pero no estuvo de acuerdo "con la conclusión preliminar del Tribunal en esta etapa temprana del caso de que el Embajador Bolton no cumplió plenamente con su obligación de prepublicación contractual al Gobierno". Cooper había argumentado ante Lamberth el día anterior que la versión particular del acuerdo que Bolton había firmado no requería que recibiera autorización por escrito para proceder a la publicación.

## Reacciones y comentarios
El 22 de junio, Corea del Sur discrepó del relato de Bolton sobre los eventos que rodearon la Cumbre de Hanói entre Corea del Norte y Estados Unidos de 2019, y el asesor de seguridad nacional de Corea del Sur, Chung Eui-yong, dijo que "publicar consultas de forma unilateral basadas en la confianza mutua viola principios básicos de diplomacia y podrían dañar severamente futuras negociaciones".
El autor alemán Klaus Brinkbäumer, colaborador del periódico Die Zeit, criticó el libro como "cobarde [y] estúpido... tan sumiso y vanidoso, y apolítico, tan increíblemente poco histórico y poco inteligente". Brinkbäumer continuó diciendo que el libro solo existe debido al anticipo de USD 2 millones que recibió Bolton.
El 18 de junio de 2020, durante una entrevista de ABC News, Bolton dio su refutación a los tuits anteriores de Trump en los que Trump lo llamó "chiflado" y "cachorro enfermo" y que el libro de Bolton es "una recopilación de mentiras e historias inventadas". diciendo que "al presidente no le preocupa que gobiernos extranjeros lean este libro. Le preocupa que el pueblo estadounidense lea este libro".
Turquía criticó el libro de Bolton, diciendo que incluía relatos engañosos de conversaciones entre Trump y el presidente turco Erdogan.
El secretario de Estado Mike Pompeo acusó a Bolton de ser un "traidor". Pompeo afirmó que "de los extractos que he visto publicados, John Bolton está difundiendo una serie de mentiras, verdades a medias y falsedades directas... Yo también estaba en la habitación".